# Cassiopea ornata
Cassiopea ornata är en manetart som beskrevs av Ernst Haeckel 1880. Cassiopea ornata ingår i släktet Cassiopea och familjen Cassiopeidae. Inga underarter finns listade i Catalogue of Life.